# 新川黒部橋
新川黒部橋（にいかわくろべばし）は、富山県黒部市（旧・宇奈月町）と下新川郡入善町の黒部川に架かる橋梁である。

## 橋データ
- 左岸 - 富山県黒部市宇奈月町浦山
- 右岸 - 富山県下新川郡入善町浦山新[1]
- 形式 - 2、3径間連続鈑桁橋（上部工）[2]
- 橋長 - 536 m[1]
- 幅員 - 10.7 m（車道7 m、歩道2.5 m）[3]
- 桁長 - 107.1 m+2@160.3 m+107.1 m[4]
- 支間 - 53.2 m 2径間連続 2@、53.2 m 3径間連続 2@[2]
- 径間数 - 10径間[2]
- 下部工 - 鉄筋コンクリート造橋台 幅10.7 m、高さ13 m、逆T型2基[2]
- 橋脚 - 幅6 m、厚さ2.5 m、高さ14.85 - 15.217 m、小判型5基および、幅6 m、厚さ2.7 m、高さ14.638 - 15.05 m、小判型4基[2]
- 基礎 - 幅9 m、厚さ5.5 m、高さ12 m、小判型井筒（オープンケーソン）[2]
- 着工 - 1981年（昭和56年）11月4日[5]
- 完成 - 1986年（昭和61年）11月17日[5]
- 開通 - 1986年（昭和61年）11月28日。当時は広域営農団地農道整備事業（新川広域農道）の橋として開通した[3]。
- 総工費 - 15億5,700万円[3]

## 沿革
1981年（昭和56年）9月29日に建設省（現・国土交通省）北陸地方建設局から新設の許可が与えられたのを経て、同年11月4日に着工、1986年（昭和61年）11月17日に完成、同年11月28日に開通式が挙行された。1994年（平成6年）度に、塗装の老朽化の為塗装工事を実施している。

## 名称について
計画策定時は『新川大橋』という仮称が付けられていたが、橋梁の完成年度（1986年度）を迎え、新川地区広域農道整備事業促進協議会（2市3町）に橋名を募り、促進協議会幹事会で、宇奈月町（当時）より出された案『新川黒部橋』が採用された。